# Schwedischer Sklavenhandel
Der Schwedische Sklavenhandel ist von der frühen schwedischen Geschichte an bis hinein ins 17. Jahrhundert bekannt, als schwedische Kolonien in Nordamerika (1638) und Afrika (1650) gegründet wurden. Bis 1813 blieb Sklaverei in Schweden legal.

## Sklaverei vor und in der Wikingerzeit

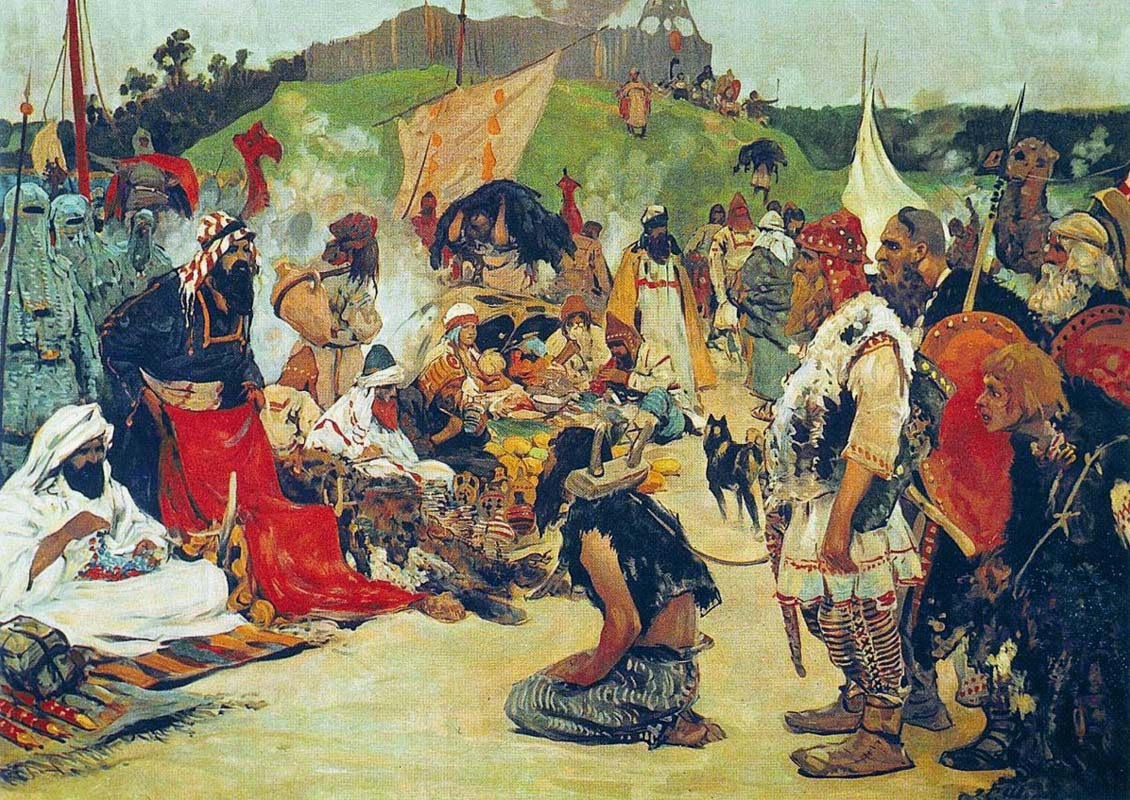
Sergey Vasilievich Ivanov (1864–1910), Sklavenhandel im frühmittelalterlichen Osteuropa

Vor und während der Wikingerzeit versklavten schwedische Stämme regelmäßig Angehörige von Nachbarstämmen. Die Thrall (Leibeigene) stammten nach der wikingischen Mythologie von einem Gott selben Namens ab und stellten die unterste Kaste dar. Leibeigene konnten in die Sklaverei geboren oder als Strafe für Gesetzesverstöße versklavt werden. Dies war in ganz Skandinavien und dem Geltungsbereich des Danelag in England üblich.
Schwedische Wikinger reisten Richtung Osten nach Gardariki und handelten dabei intensiv mit Sklaven. Sklaven in Schweden stammten auch aus germanischen, britischen und anderen nordeuropäischen Stämmen und wurden manchmal auch an arabische und jüdische Händler verkauft, die sie dann auch weit entfernt anboten.

## Sklaverei nach der Wikingerzeit
Die Sklaverei wurde in Schweden erstmals 1335 durch Magnus II. von Schweden für Leibeigene abgeschafft, die von christlichen Eltern in Västergötland und Värend geboren wurden.
Es gab vertragliche Abmachungen von Schweden mit England und Frankreich zum Sklavenhandel, den auch Schweden mit Schiffen im Rahmen des transatlantischen Sklavenhandels betrieben.
Des Weiteren wurden große Mengen der damals im Sklavenhandel gebräuchlichen Eisenketten in Schweden hergestellt.
1847 wurde die Sklaverei in Schweden mitsamt Kolonien schließlich vollständig abgeschafft, die wegweisenden Entscheidungen dafür wurden 1846 getroffen.

## Handelsstützpunkte in Afrika
1650 begann Schweden damit, Handelsstationen entlang der westafrikanischen Küste in einem Gebiet, das Schwedische Goldküste genannt wurde, einzurichten. Schweden und Dänemark konkurrierten in dieser Periode als Regionalmächte in Skandinavien miteinander, weswegen den Schweden auch die Dänen nach Afrika folgten und dort einige Jahre mit dem Aufbau von Stationen begannen. 1663 wurde die schwedische Goldküste von Dänemark in die Dänische Goldküste eingegliedert. Dieses Gebiet wurde später zur britischen Kolonie Goldküste und ist heute ein Teil von Ghana. Es ist keine historische Dokumentation bekannt, die belegt, dass in der 13-jährigen schwedischen Besatzung dieser afrikanischen Stützpunkte von dort Sklavenhandel betrieben wurde, jedoch ist dies als wahrscheinlich anzunehmen.
Schwedische Handelsstützpunkte in Afrika wurden im 18. Jahrhundert wieder eingerichtet, als Schweden Kolonien in der Karibik gründete.

## Karibische Kolonien

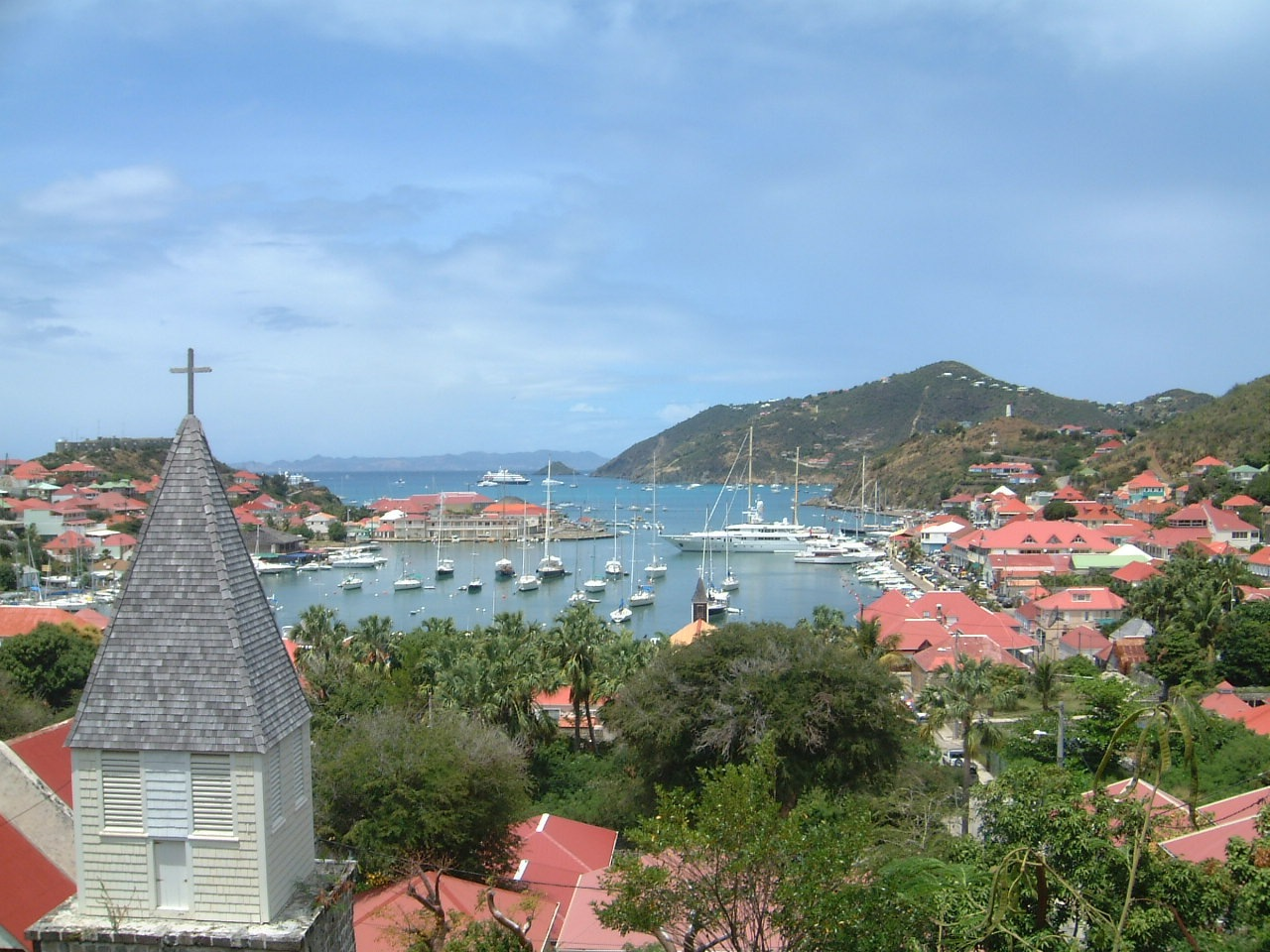
Gustavhafen, Saint-Barthélemy heute

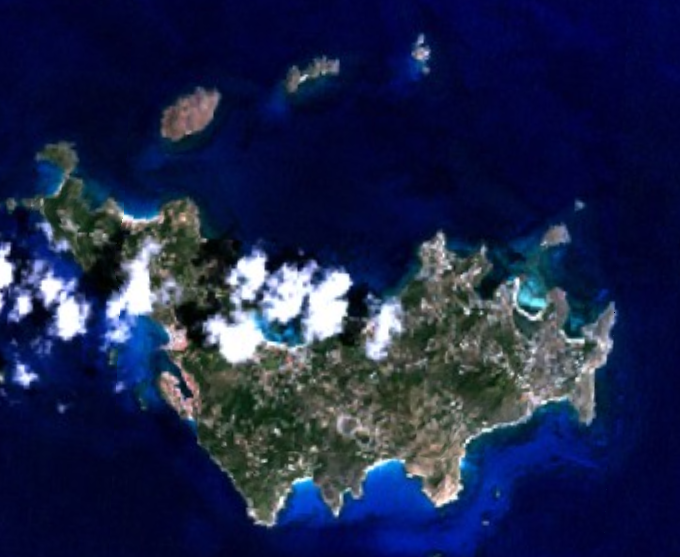
Saint Barthélemy; NASA NLT Landsat 7 satellite photo

Zwischen 1784 und 1878 hielt Schweden kleine Kolonien in der Karibik. Die schwedische Insel Saint-Barthélemy fungierte als zollfreier Hafen als eines der Zentren des karibischen Sklavenhandels.
1771 wurde Gustav III. König von Schweden. Sein Ziel, Schweden wieder zu einer europäischen Großmacht zu formen, verfolgte er auch mit der Gründung überseeischer Kolonien als zeitgemäßem Symbol nationaler Stärke. Dänemark machte zu dieser Zeit bereits große Profite mit Kolonien in Westindien. 1784 erwarb Gustav die karibische Insel Saint-Barthélemy von Frankreich.
Am 23. August 1784 informierte der König den durch den Putsch Gustav III. zur Einführung einer absolutistischen Monarchie geschwächten Schwedischen Reichsrat, dass Schweden nun Eigentümer einer Insel in Westindien sei, womit offenbar viele der Ratsmitglieder zu diesem Zeitpunkt nicht gerechnet hatten. Der erste Report über die Insel stammte vom schwedischen Generalkonsul auf der Insel, Simon Bérard, der in L’Orient, der einzigen Stadt, seinen Sitz hatte: Saint-Barthélemy „ist eine sehr unwichtige Insel ohne strategische Position. Sie ist sehr arm und trocken und weist nur eine geringe Bevölkerung auf. Nur Salz und Baumwolle wird hier produziert. Ein großer Teil der Insel besteht aus blankem Fels. Die Insel hat keine eigenen Süßwasservorkommen und die Brunnen auf der Insel geben nur Brackwasser her. Wasser muss daher von Nachbarinseln bezogen werden. Es gibt nirgendwo Straßen.“
Aus Bérards Bericht folgte, dass wegen der armen Böden keine Möglichkeit bestand, größeren landwirtschaftlichen Anbau zu betreiben. Die Insel hatte somit nur als guter Hafen entsprechend Zukunftsaussichten. Bérard machte die Insel dann auch zu einem Freihafen. Zu dieser Zeit hatte Frankreich Probleme, genügend Sklaven für seine Kolonien in der Region bereitzustellen. So konnte Schweden versuchen, diese Lücke zu schließen und Sklaven in französische Kolonien der Region zu exportieren. Falls das Projekt Saint-Barthélemy erfolgreich war, plante man auf schwedischer Seite das eigene Kolonialgebiet auf weitere Inseln in der Region auszuweiten. Gustav war auch bekannt, dass die führenden Sklavenhandelsnationen viel Geld mit dem Sklavenhandel einnahmen, weswegen er Bérards Empfehlung folgte, Saint Bartholome zu einem Zentrum des Sklavenhandels zu machen.
Im Herbst 1786 wurde die Svenska Västindiska Kompaniet (Schwedische Westindienkompanie) auf der Insel gegründet. Gustav stellte Investoren große künftige Profite in Aussicht. Jeder, der es sich leisten konnte, durfte Aktien der Kompanie erwerben, Gustav behielt selbst 10 % der Aktien und blieb so der größte Aktionär. Der König erhielt ein Viertel der Gewinne, die anderen Anteilseigner den Rest. Am 31. Oktober 1786 wurde für die Kompanie ein Privileg ausgefertigt, das ihr die Rechte verlieh, zwischen Afrika und Westindien Sklavenhandel zu betreiben. Paragraph 14 des Privilegienbriefs lautete: „Die Kompanie darf Sklavenhandel in Angola und an der afrikanischen Küste betreiben, sofern es dort erlaubt ist.“
Am 12. März 1790 wurde eine neue Verfassung mitsamt Steuersystem auf der Insel eingeführt. Beide waren für das Ziel ausgelegt, Saint-Barthélemy zu einem attraktiven Hafen für Sklavenhändler zu gestalten. Die neuen Gesetze gaben Händlern aller Nationalitäten eine für die damalige Zeit erstaunliche Chancengleichheit. Sklaven konnten dort von Schiffen aller Nationalitäten steuerfrei eingeführt werden und wurden bei der Ausfuhr gering besteuert, wobei diese Ausfuhrsteuer sich nochmals für Sklaven halbierte, die auf schwedischen Schiffen aus Afrika importiert wurden. Die neue Verfassung versprach: „Freiheit für alle auf Saint Bartholomew lebenden und eintreffenden Schiffe zu bewaffnen und auszusenden und Lieferungen nach Afrika zu unternehmen um Sklaven zu kaufen an allen Plätzen, an welchen dies allen Nationen erlaubt ist.“ Dies zog in der Folge am Kauf von Sklaven Interessierte aus der ganzen Karibik an. Sklaverei wurde in Saint-Barthélemy durch spezielle Gesetzgebung und eine Polizei für Sklaven und freie farbige Personen verwaltet und geregelt.
1813 wurde Schweden die Kontrolle über Guadeloupe zugesprochen, eine nahegelegene französische Kolonie, die sich vorübergehend unter britischer Besatzung befand, welche es jedoch schon 1814 nach dem Sturz Napoleons für 24 Millionen Franc an Frankreich zurückverkaufte, da Schweden zwischenzeitlich den Sklavenhandel verboten hatte und die Kolonien unter diesen Umständen wirtschaftlich ihren Sinn weitgehend verloren hatten.
Die letzten 523 in legalem Eigentum befindlichen Sklaven in der schwedischen Kolonie Saint-Barthélemy wurden am 9. Oktober 1847 vom Staat für je 80 Riksdaler freigekauft.

## Abschaffung der Sklaverei
1788 sandte die britische Society for the Abolition of Slavery mit Anders Sparrman einen schwedischen Gegner des Sklavenhandels zu Gustav III., da die Society befürchtete andere Nationen würden ihren Sklavenhandel ausdehnen, wenn Britannien den eigenen Sklavenhandel einstellen würde. Durch überbrachte Bücher und Briefe zum Thema wurde der schwedische König ermutigt den unseligen Sklavenhandel in seinem Einflussbereich zu stoppen. In einem Antwortbrief des Königs, der durch Sparrman überbracht wurde, schrieb der König, dass niemand in seinem Land am Sklavenhandel Anteil hatte und er alles in seiner Macht stehende tun würde, damit es so bliebe.
Im Verlauf des frühen 19. Jahrhunderts wurden Bewegungen zur Abschaffung der Sklaverei stärker, besonders in Britannien, wo 1807 der Sklavenhandel verboten wurde und folgend 1808 in den USA, was für andere Staaten zu Vorbild wurde. Der Sklavenhandel wurde in Schweden 1813 verboten, Sklaverei blieb bis zum 9. Oktober 1847 erlaubt.
Danach patrouillierte die Britische Marine an der afrikanischen Küste um nunmehr illegale Sklavenhändler zu fassen. Das schwedische Schiff Diana wurde in dieser Zeit von Briten nahe der afrikanischen Küste abgefangen, als sie frisch beladen mit Sklaven in Richtung Saint Bartholomew fuhr. In diesem Fall kam es zur Anklage vor einem Gericht, um zu klären, ob der Sklavenhandel auf diesem Weg als Verstoß gegen universelle Menschenrechte verfolgt werden könnte. Das Schiff wurde jedoch den schwedischen Eignern zurückgegeben, da Schweden zu dieser Zeit den Sklavenhandel noch nicht verboten hatte und ihn praktisch zuließ.
Schließlich wurde der Sklavenhandel ein heikles Thema, da die schwedische Regierung Sklavenhandel auch in der Karibik verbot, jedoch zunächst noch nicht Sklaverei selbst. Die westindischen Kolonien wurden daraufhin zu einer finanziellen Belastung. Guadeloupe wurde Frankreich 1814 zurückverkauft, die 24 Millionen Franc Verkaufserlös flossen in den Guadeloupefonden, der die Förderung des schwedischen Kronprinzen und Regenten Karl XIV. Johann von Schweden zur Aufgabe hatte und zuvor als Jean-Baptiste Bernadotte Marschall von Frankreich unter Napoleon I. war. Sein Haus erhielt daraus jährlich 300.000 Riksdaler bis ins Jahr 1983 als Kompensation für seinen Prestigeverlust in Frankreich, als Schweden an der Seite des Vereinigten Königreichs gegen Frankreich in den dritten napoleonischen Koalitionskrieg eintrat.
Es ist bisher nicht genau bekannt, wie viele Afrikaner als Sklaven auf schwedischen Schiffen nach Amerika verschleppt wurden, jedoch ist möglich, dass sich dies noch ändert, da die vorhandenen Unterlagen bislang nie ernsthaft ausgewertet wurden, aufgrund ihres schlechten Zustandes nicht direkt oder auf Mikrofilm zugänglich gemacht werden. Zumindest einige Daten, vor allem Saint-Barthélemy betreffend, sind mittlerweile online verfügbar.